# 김기수 (1995년)
김기수(1995년 4월 29일 ~ )는 대한민국의 축구 선수이다. 포지션은 수비수이다. 현 K3리그 울산시민축구단 소속이다.